# Димитър Падешки
Димитър А. Падешки е български политик, кмет на Горна Джумая.

## Биография
Мандатът му трае от 25 август до 19 ноември 1913 г. По това време в Горна Джумая се намират продоволствените складове на Българската армия, която води сражения по течението на река Струма и в Сяр и Солун. След края на управлението си, Падешки продължава работа в общината. Държи хотел „Солун“ в града, но през 1925 г. той изгаря в пожар.